# Lagerwey
Lagerwey est un fabricant néerlandais d'éoliennes. L'entreprise, fondée en 1979 par Henk Lagerweij et son beau-frère sous le nom Lagerwey en Van de Loenhorst BV devient suite à des faillites Lagerwey Windturbine BV en 1986 et Lagerwey Wind BV en 2006.

## Historique
Henk Lagerweij créé la société en 1979.

## Types d'éoliennes

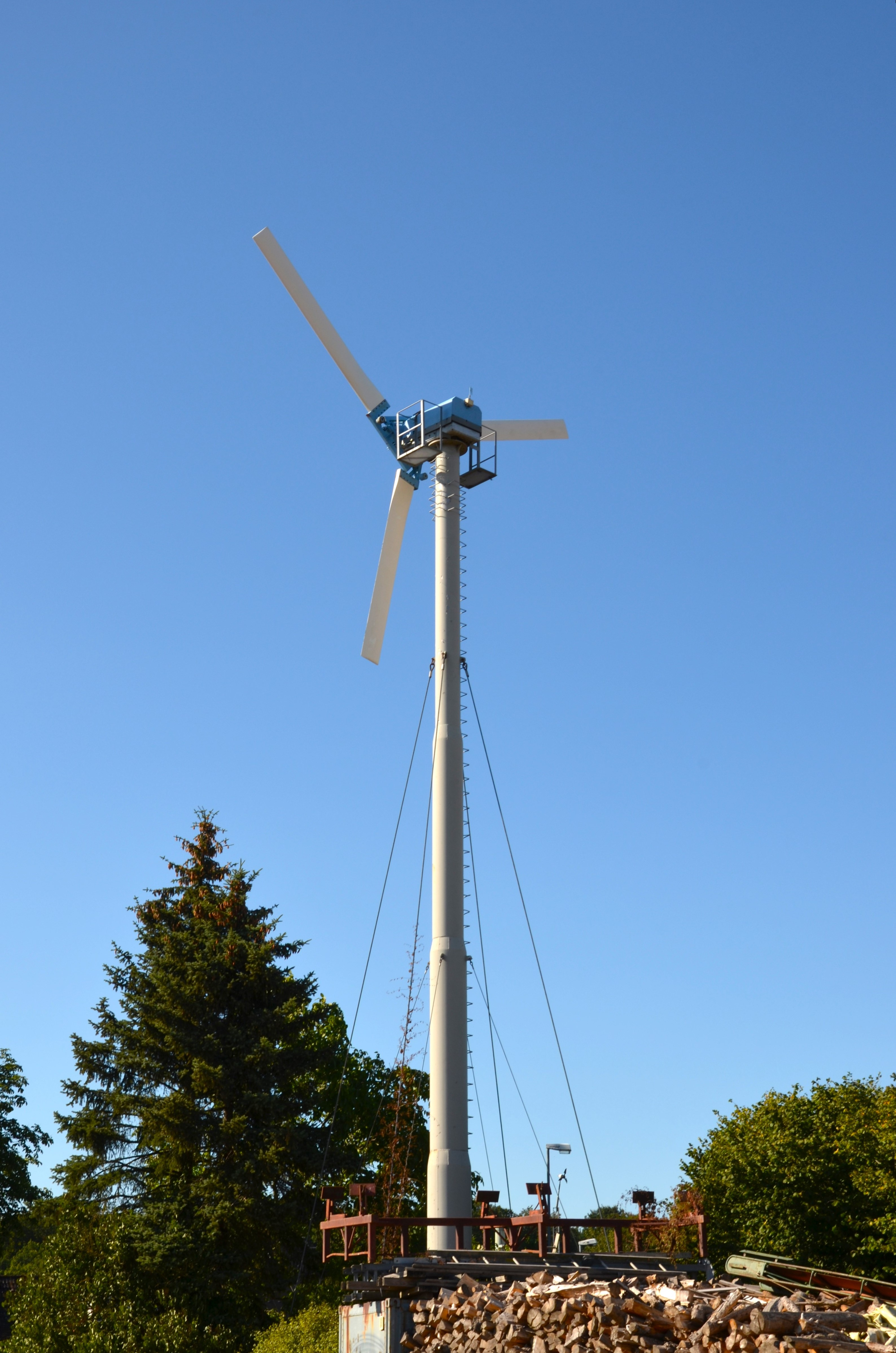
Lagerwey LW10 à Barkhorst.
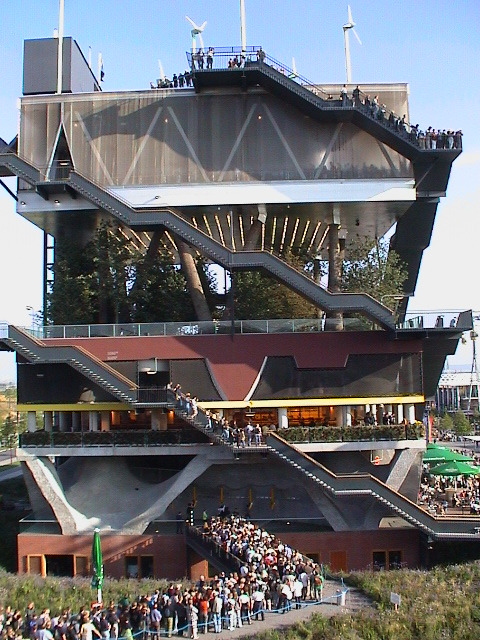
Éoliennes Lagerwey au sommet du pavillon néerlandais lors de l'Exposition universelle de 2000 à Hanovre en Allemagne.
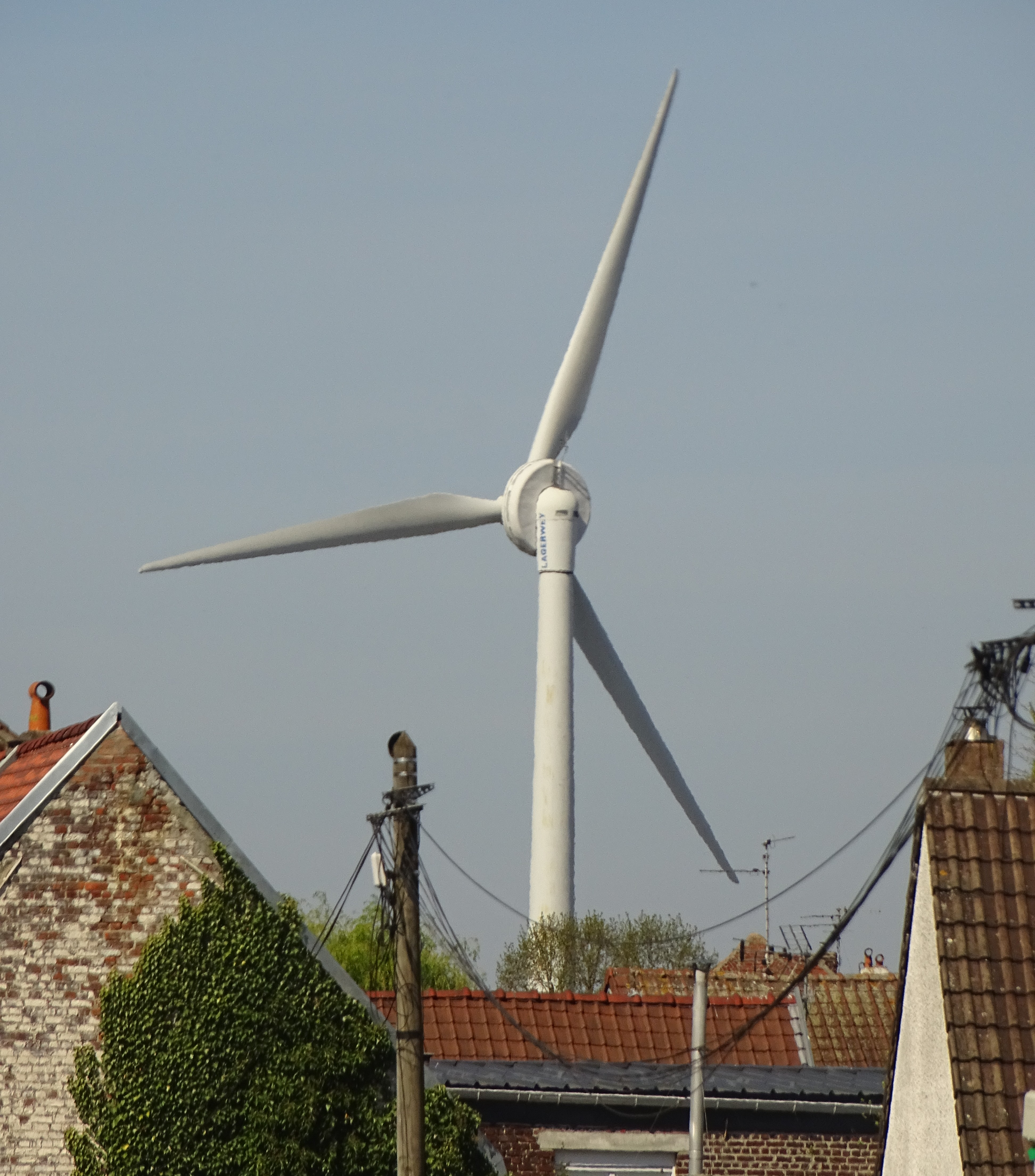
Éolienne Lagerwey LW750-52 (2000[2]) à Bondues en France.
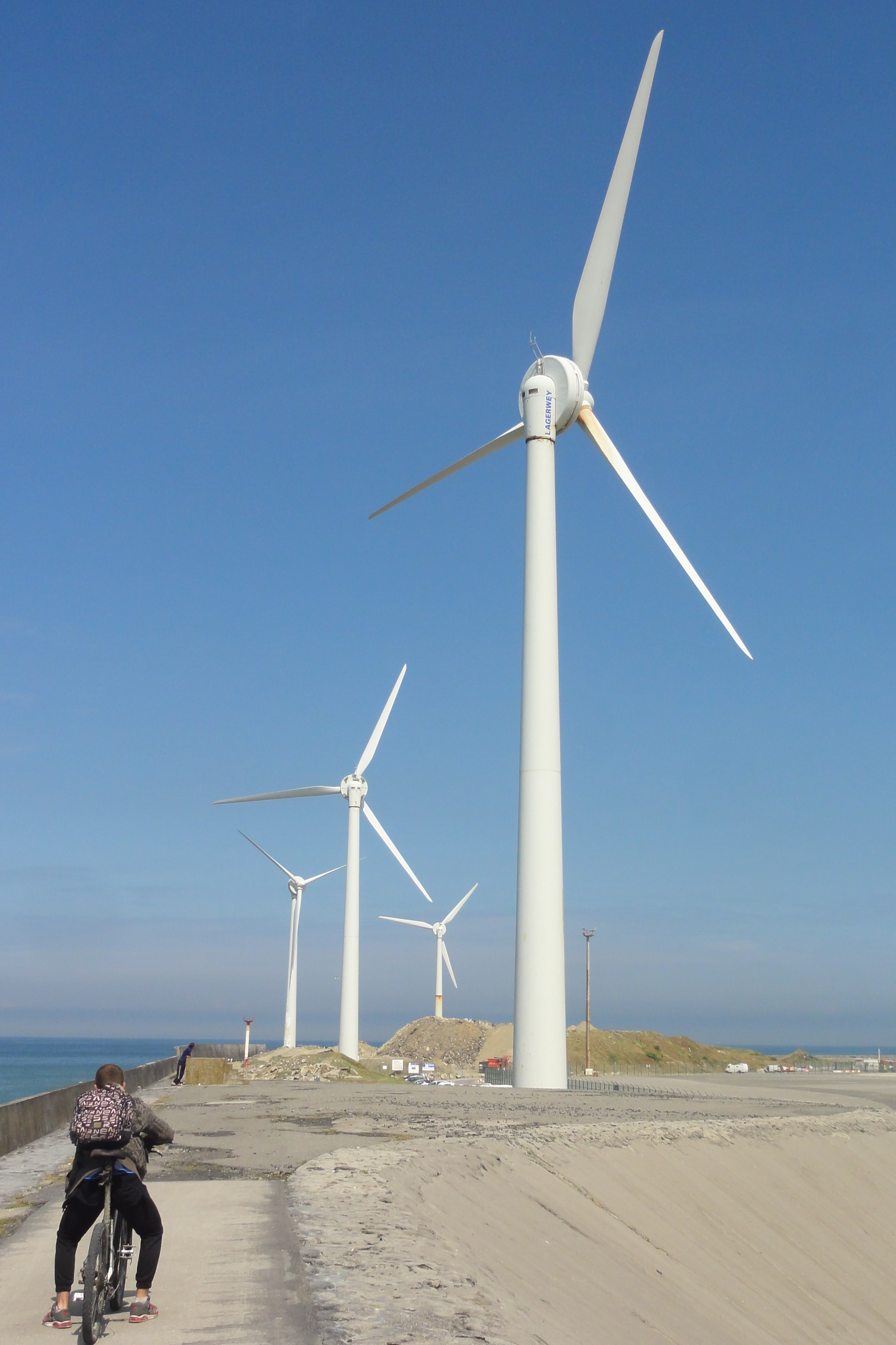
Éoliennes Lagerwey LW750-52 (2002-2024[3]) au Portel en France.